# 文化资源
文化资源是人类在历史发展过程中所积累的，通过文化创造、积累和延续所构建的，能够为社会经济发展提供对象、环境、条件、智能与创意的文化要素的综合。

## 内涵
一些学者认为，文化资源是凝结了人类无差别劳动成果的精华和丰富思维活动的物质和精神的产品或者活动。它是“人类劳动创造的物质成果及其转化”，“能够突出原生地区的文化特征及其历史进步活动痕迹，具有地域风情和文明传统价值的一类资源”。

## 形态
文化资源蕴含在历史文化传统中，也存在于社会文化现状之中。它可表现为物质，也可表现为思想。
典型的物质化文化资源包括建筑、绘画、音乐等。而精神性的表现为价值观念等。写作、创作能力亦是一种文化资源。

## 特征
文化资源同常有集群的特点，其价值不易被完全发掘，且具有地域特性，为一定范围内的人群所共有。。

## 文化资源管理
文化资源管理（Cultural Resource Management, CRM）是針對任何的文化相關產業的管理，例如藝術或文化資產。依據國際產業文化資產保存委員會定義，文化資產指的是歷史的、技藝的、社會的、建築的或科學價值的文化遺產。文化資源管理的不只有傳統文物與古代人類遺產，也包括當代的、創新的科技與文化資產；然而對多數人而言，文化資源管理的主要範疇仍然是歷史學家、人類學家或考古學家對於歷史建築、環境或人類遺址的管理工作。文化資產包含了有形的與無形的人類遺產，負責管理的單位包含了各階層的文化相關單位：例如地方文化局、博物館、藝文中心、中央文化主管機關等等。當然管理的內容也從地方的小眾事業(例如族群風俗傳統、宗教信仰)到跨越種族與文化的合作(例如語言、教育)。最具體的例子是聯合國世界文化遺產組織對於遺產的分類、記錄、管理並修復與活化再生。